# Festival international du film de Moscou 1973
Le 8e festival international du film de Moscou se tient du 10 au 23 juillet 1973. Les prix d'or sont attribués au film soviétique Opération liberté réalisé par Vytautas Žalakevičius et au film bulgare Affection réalisé par Lioudmil Staïkov.

## Jury
- Sergueï Bondartchouk (URSS - président du jury)
- Alexeï Batalov (URSS)
- Julio Bracho (Mexique)
- Paulin Soumanou Vieyra (Sénégal)
- Jerzy Hoffman (Pologne)
- Antonín Kachlík (Tchécoslovaquie)
- René Clément (France)
- Gina Lollobrigida (Italie)
- Károly Makk (Hongrie)
- Kurt Maetzig (Allemagne de l'Est)
- Toshiro Mifune (Japon)
- Tolomouch Okeev (URSS)
- George Stevens (E.U)
- Christo Christov (Bulgarie)
- Kamal El Sheikh (Égypte)

## Films en compétition
Les films suivants sont sélectionnés pour la compétition principale :
| Titre anglais ou français                    | Titre original                                               | Réalisateur(s)                      | Pays d'origine                       |
| -------------------------------------------- | ------------------------------------------------------------ | ----------------------------------- | ------------------------------------ |
| Icheend N' (ru)                              | Ичээнд нь (Icheend n')                                       | Badrahyn Sumrüü (ru)                | Mongolie                             |
| Explosion (en)                               | Explozia                                                     | Mircea Drăgan                       | Roumanie                             |
| Tati                                         | Tati, a garota                                               | Bruno Barreto                       | Brésil                               |
| Les Jours de la trahison (en)                | Dny zrady                                                    | Otakar Vávra                        | Tchécoslovaquie                      |
| La Fête à Jules                              | Home Sweet Home                                              | Benoît Lamy                         | Belgique                             |
| Les Assoiffés                                | Al zamioun                                                   | Mohamed Choukri Jamil (ar)          | Irak                                 |
| La Terre promise                             | La tierra prometida                                          | Miguel Littin                       | Chili                                |
| Les Cerises mûres (en)                       | Reife Kirschen                                               | Horst Seemann (en)                  | Allemagne de l'Est                   |
| La Pluie noire                               | Und der Regen verwischt jede Spur                            | Alfred Vohrer                       | Allemagne de l'Ouest, France         |
| L'Empire M (en)                              | إمبراطورية ميم (ʻImbarâṭouriyya mîm)                         | Hussein Kamal                       | Égypte                               |
| Quand je veux pleurer, je ne pleure pas (en) | Cuando quiero llorar no lloro                                | Mauricio Walerstein                 | Venezuela                            |
| Copernic (en)                                | Kopernik                                                     | Ewa Petelska, Czesław Petelski (en) | Pologne, Allemagne de l'Est          |
| Affection                                    | Обич (Obitch)                                                | Lioudmil Staïkov                    | Bulgarie                             |
| Les Dupes                                    | المخدوعون (al-Makhdouʻoûn)                                   | Tawfik Saleh                        | Syrie                                |
| L'Or noir de l'Oklahoma                      | Oklahoma Crude                                               | Stanley Kramer                      | États-Unis                           |
| Son propre choix (en)                        | Swayamvaram                                                  | Adoor Gopalakrishnan                | Inde                                 |
| L'Attentat                                   | L'Attentat                                                   | Yves Boisset                        | France, Italie, Allemagne de l'Ouest |
| La Rivière Shinobu (en)                      | 忍ぶ川 (Shinobu Kawa)                                        | Kei Kumai                           | Japon                                |
| Les Plants (en)                              | Саженцы (Sajentsy)                                           | Revaz Tchkheidze                    | Union soviétique                     |
| Le Mariage de Lina (en)                      | Jentespranget                                                | Knud Leif Thomsen                   | Danemark, Norvège                    |
| 17th Parallel, Nights and Days (en)          | Vĩ tuyến 17 ngày và đêm                                      | Hải Ninh (ru)                       | Vietnam du Nord                      |
| The Office Picnic (en)                       | The Office Picnic                                            | Tom Cowan (en)                      | Australie                            |
| La Cinquième Offensive                       | Sutjeska                                                     | Stipe Delić (en)                    | Yougoslavie                          |
| Those Years (en)                             | Aquellos años                                                | Felipe Cazals                       | Mexique                              |
| The Triple Echo                              | Triple Echo                                                  | Michael Apted                       | Grande Bretagne                      |
| Touki Bouki                                  | Touki bouki                                                  | Djibril Diop Mambéty                | Sénégal                              |
| L'Affaire Matteotti                          | Il delitto Matteotti                                         | Florestano Vancini                  | Italie                               |
| Photography (en)                             | Fotográfia                                                   | Pál Zolnay                          | Hongrie                              |
| The Man from Maisinicu (en)                  | El hombre de Maisinicú                                       | Manuel Pérez (en)                   | Cuba                                 |
| Opération liberté                            | Это сладкое слово — свобода! (Eto sladkoïé slovo - svoboda!) | Vytautas Žalakevičius               | Union soviétique                     |

## Prix
- Prix d'or :
  - Opération liberté de Vytautas Žalakevičius
  - Affection de Lioudmil Staïkov
- Prix d'or de la réalisation : Stanley Kramer pour L'Or noir de l'Oklahoma
- Prix spéciaux :
  - L'Affaire Matteotti de Florestano Vancini
  - La Cinquième Offensive de Stipe Delić (en)
  - Aquellos años (en) de Felipe Cazals
- Prix d'argent :
  - Photography (en) de Pál Zolnay
  - Copernic (en) d'Ewa Petelska et Czesław Petelski (en)
  - L'Attentat d'Yves Boisset
- Prix :
  - Meilleur acteur: Sergio Corrieri pour El hombre de Maisinicú (en)
  - Meilleur acteur : Ramaz Tchkhikvadzé (en) pour Les Plants (en)
  - Meilleure actrice : Trà Giang (en) pour 17th Parallel, Nights and Days (en)
  - Meilleure actrice : Ingerid Vardund (en) pour Le Mariage de Lina (en)
- Diplômes :
  - Les Jours de la trahison (en) d'Otakar Vávra
  - La Fête à Jules de Benoît Lamy
  - Les Plants (en) de Revaz Tchkheidze
  - Explosion (en) de Mircea Drăgan
  - Touki Bouki de Djibril Diop Mambéty
- Prix FIPRESCI: Touki Bouki de Djibril Diop Mambéty
- Mention spéciale : El hombre de Maisinicú (en) de Manuel Pérez (en)

## Source de la traduction
- (en) Cet article est partiellement ou en totalité issu de l’article de Wikipédia en anglais intitulé « 8th Moscow International Film Festival » (voir la liste des auteurs).